# Krummwisch
Krummwisch település Németországban, Schleswig-Holstein tartományban. Lakosainak száma 710 fő (2023. december 31.).

## Népesség
A település népességének változása:
| Lakosok száma | 552  | 691  | 700  | 698  | 714  | 710  |
|               | 1975 | 2017 | 2019 | 2021 | 2022 | 2023 |